# Primera División de Chad
La Primera División (Ligue Nationale de Football, o LINAFOOT) es la máxima categoría del fútbol en Chad, fue establecida en 1962 y es organizada por la Federación de Fútbol de Chad.

## Formato
El campeonato nacional es tradicionalmente disputado por los campeones de las diversas ligas regionales. Varias temporadas el campeonato nacional no se disputó y el campeón de la Región de Chari-Baguirmi, con su capital N'Djamena fue considerado campeón nacional. 
Las ligas regionales se extienden durante todo el año, mientras el campeonato nacional o playoffs por el título se juega en poco tiempo, normalmente en dos semanas.
El equipo campeón obtiene la clasificación a la Liga de Campeones de la CAF.

## Equipos 2023

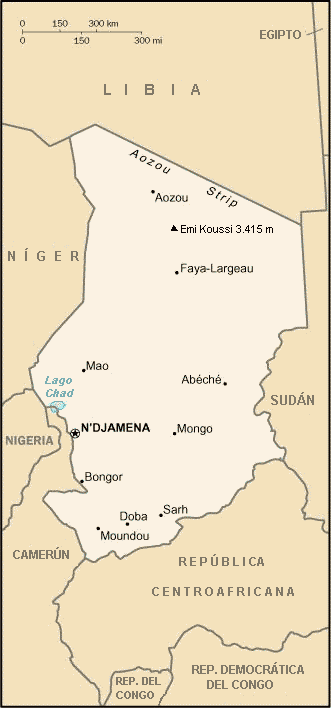
Chad

- AS PSI (N'Djaména)
- Aiglons FC (N'Djaména)
- Foullah Edifice FC (N'Djaména)
- Université de Moundou
- Elect-Sport FC (Bongor)
- AS Draib (Moussoro)
- Elect-Sport FC (N'Djaména)
- Eléphant Zakouma du Salamat
- Aigle FC (Abéché)
- AS Mairie (Pala)
- BEAC (Sarh)
- Sahel FC (Borkou)

## Palmarés
| Temporada | Campeón                            | Subcampeón                         |
| --------- | ---------------------------------- | ---------------------------------- |
| 1961-62   | Renaissance FC                     |                                    |
| 1962-1964 | Desconocido                        | Desconocido                        |
| 1964-65   | Renaissance FC                     |                                    |
| 1965-66   | Renaissance FC                     |                                    |
| 1966-1971 | Desconocido                        | Desconocido                        |
| 1971-72   | Yal Club                           |                                    |
| 1972-73   | Yal Club                           |                                    |
| 1973-1978 | Desconocido                        | Desconocido                        |
| 1978-1986 | No disputado                       | No disputado                       |
| 1986-87   | Desconocido                        | Desconocido                        |
| 1987-88   | Elect-Sport FC                     |                                    |
| 1988-89   | Renaissance FC                     |                                    |
| 1989-90   | Elect-Sport FC                     |                                    |
| 1990-91   | Tourbillon FC                      |                                    |
| 1991-92   | Elect-Sport FC                     |                                    |
| 1992-93   | Postel 2000 FC                     |                                    |
| 1993-94   | Renaissance FC (Abéché)            |                                    |
| 1994-95   | Postel 2000 FC                     |                                    |
| 1995-96   | AS CotonTchad                      |                                    |
| 1996-97   | Tourbillon FC                      |                                    |
| 1997-98   | AS CotonTchad                      |                                    |
| 1998-99   | Renaissance FC (Abéché)            |                                    |
| 1999-00   | Tourbillon FC                      |                                    |
| 2000-01   | Tourbillon FC                      |                                    |
| 2001-02   | Renaissance FC (*)                 |                                    |
| 2002-03   | Renaissance FC (*)                 |                                    |
| 2003-04   | Renaissance FC (*)                 |                                    |
| 2005      | Renaissance FC                     |                                    |
| 2006      | Renaissance FC                     |                                    |
| 2007      | Renaissance FC                     |                                    |
| 2008      | Elect-Sport FC                     |                                    |
| 2009-10   | Gazelle FC                         |                                    |
| 2010      | Tourbillon FC (*)                  |                                    |
| 2011      | Foullah Edifice FC (*)             |                                    |
| 2012      | Gazelle FC (*)                     |                                    |
| 2013      | Foullah Edifice FC                 |                                    |
| 2014      | Foullah Edifice FC (*)             |                                    |
| 2015      | Gazelle FC                         | AS CotonTchad                      |
| 2016      | Suspendido por razones financieras | Suspendido por razones financieras |
| 2017      | Abandonado                         | Abandonado                         |
| 2018      | Elect-Sport FC                     | AS CotonTchad                      |
| 2019      | Elect-Sport FC                     | AS CotonTchad                      |
| 2020      | Gazelle FC                         | Renaissance FC                     |
| 2021      | No disputado                       | No disputado                       |
| 2022      | Elect-Sport FC                     | AS Santé d’Abéché                  |
| 2023      | AS PSI                             | Elect-Sport FC                     |

(*) Equipos que fueron campeones de la «Liga de N'Djamena» y que fueron considerados como campeón nacional.

## Títulos por club
| Club               | Ciudad | Campeón | Años campeón                                               |
| ------------------ | ------ | ------- | ---------------------------------------------------------- |
| Renaissance FC     | Yamena | 10      | 1962, 1965, 1966, 1989, 2002, 2003, 2004, 2005, 2006, 2007 |
| Elect-Sport FC     | Yamena | 7       | 1988, 1990, 1992, 2008, 2018, 2019, 2022                   |
| Tourbillon FC      | Yamena | 5       | 1991, 1997, 2000, 2001, 2010                               |
| Gazelle FC         | Yamena | 4       | 2009-10, 2012, 2015, 2020                                  |
| Foullah Edifice FC | Yamena | 3       | 2011, 2013, 2014                                           |
| Yal Club           | Yamena | 2       | 1972, 1973                                                 |
| Postel 2000 FC     | Yamena | 2       | 1993, 1995                                                 |
| AS CotonTchad      | Yamena | 2       | 1996, 1998                                                 |
| Renaissance FC     | Abéché | 2       | 1994, 1999                                                 |
| AS PSI             | Yamena | 1       | 2023                                                       |